# Scybalium fungiforme
Espèce
Scybalium fungiforme est une espèce de plantes à fleurs de la famille des Balanophoraceae.
L'aire de répartition naturelle de cette espèce est le Sud est du Brésil (à Goiás). C'est un géophyte holoparasite qui pousse principalement dans le biome tropical humide.

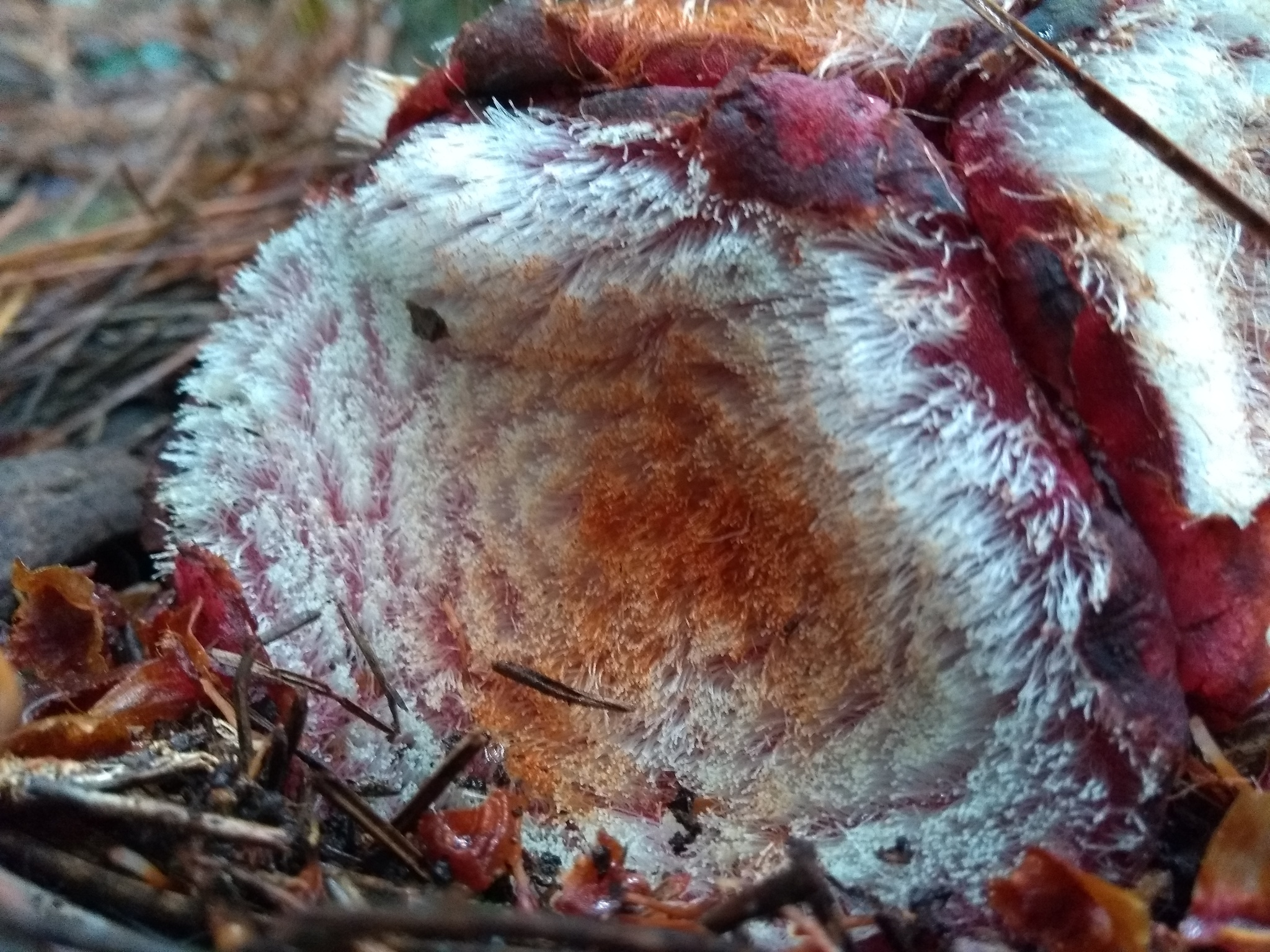
Gros plan

## Systématique
Le nom correct complet (avec auteur) de ce taxon est Scybalium fungiforme Schott & Endl..